# Abu Salim
Abu Salim, é um distrito localizado no sul de Trípoli, capital da Líbia. 

## História
Antes da Guerra Civil Líbia a região era conhecida por tratar-se do lugar onde está situado um presídio onde, segundo a Human Rights Watch ocorreu um massacre em 29 de junho de 1996.
Durante a Guerra Civil Líbia, o Distrito de Abu Salim foi palco de ferozes batalhas e somente foi tomado por tropas do novo regime na noite de 25 de agosto de 2011. Era uma região da cidade onde havia um certo apoio ao regime deposto.
Durante o mês de outubro de 2011, foram publicados relatos jornalísticos que indicavam que algumas crianças se recusavam a cantar o hino do novo regime em escolas situadas naquele distrito e que alguns residentes tinham saudades do líder deposto, mas tinham medo de revelar isso publicamente . Naquele mês, também foi relatada uma operação de busca na qual foram realizadas prisões de supostos simpatizantes do regime deposto.
No dia 14 de outubro de 2011, ocorreu uma manifestação favorável ao líder deposto, na qual manifestantes levaram bandeiras verdes, e que resultou em uma troca de tiros entre partidários do novo governo e do antigo regime.